# Premi del Banc de Suècia de Ciències Econòmiques en memòria d'Alfred Nobel
El Premi del Banc de Suècia de Ciències Econòmiques en memòria d'Alfred Nobel, popularment conegut com a Premi Nobel d'Economia, va ser instituït pel Banc de Suècia —el banc central més antic del món— l'any del seu 300è aniversari, el 1968. Encara que no era un dels premis originals establert al testament d'Alfred Nobel, els premiats reben un diploma i una medalla d'or de part del monarca suec durant la mateixa cerimònia dels premis Nobel de Física, Química, Medicina i Literatura, i la quantitat de diners que se'ls atorga és la mateixa que als premis Nobel.
El febrer de 1995 es va decidir que el premi d'economia fos definit com un premi de les ciències socials, la qual cosa va permetre que les grans contribucions en les àrees de les ciències polítiques, psicologia i sociologia poguessin accedir al premi. A més, la constitució del comitè va canviar i ara requereix que dos integrants que no siguin economistes decideixin el premi cada any; anteriorment el comitè era integrat per cinc economistes.

## Controvèrsia
El prestigi d'aquest premi es deriva, en part, de l'associació amb els altres premis creats a partir del testament de Nobel, una associació que ha estat una font de controvèrsia. No obstant això, el premi s'anomena popularment Premi Nobel d'Economia.
Peter Nobel, descendent d'Alfred Nobel, afirma que «no hi ha cap menció a les cartes d'Alfred Nobel que hagués apreciat un premi d'economia. El Banc de Suècia, com un cucut, ha post el seu ou en el niu d'un altre ocell. El que va fer el Banc va ser equivalent a la infracció d'una marca registrada - robar inacceptablement els Premis Nobel de veritat».